# 진천 정철 신도비
진천 정철 신도비(鎭川 鄭澈 神道碑)는 충청북도 진천군 문백면 봉죽리에 있는 신도비이다. 1996년 1월 5일 충청북도의 유형문화재 제187호로 지정되었다.

## 개요
신도비는 임금이나 고관의 평생업적을 기록하여 그의 무덤 입구에 세워두는 것으로, 이 비는 조선 중기의 문인이자 정치가이며 가사문학의 대가로 유명한 송강 정철(1536∼1593) 선생의 행적을 기리고 있다.
정철은 26세 되던 명종 16년(1561) 진사시에 1등을 하였고 이듬해 문과에 장원급제를 하여 수많은 관리직을 역임하였다. 또한 시조, 가사, 한시 등 많은 작품에 뛰어난 재질을 발휘하여, 『관동별곡』, 『사미인곡』, 『속미인곡』, 『성산별곡』등을 지었다.
비는 거북받침돌 위에 비몸을 세우고 지붕돌을 얹은 모습이다. 비문은 숙종 10년(1684) 문정공 송시열 선생이 글을 지었으며, 김수증 선생이 글씨를 썼다.

## 참고 자료
- 진천 정철 신도비 - 국가유산청 국가유산포털